# Faticha Abdulwalijewna Aitowa
Faticha Abdulwalijewna Aitowa, geboren Faticha Abdulwalijewna Jauschewa (russisch Фатиха Абдулвалиевна Аитова, урожд. Фатиха Абдулвалиевна Яушева; * 1866 in Troizk, Gouvernement Orenburg; † 1942 in Kasan) war eine russische bzw. sowjetische Philanthropin und Mäzenin tatarischer Herkunft.

## Leben
Aitowas Vater war der Troizker Kaufmann der 1. Gilde Abdulwali Jauschew aus der Familie Jauschew, der zu den Unterstützern des Dschadidismus und der Gründung entsprechender Schulen gehörte. Sie heiratete 1887 den Unternehmer Suleiman Aitow aus der reichen Kasaner Aitow-Familie.
Mit eigenen Mitteln eröffnete Aitowa 1897 in Kasan eine Grundschule für Mädchen aus armen Familien. Zunächst wurde Handarbeit, insbesondere Sticken und Stricken, unterrichtet. 1899 erweiterte Aitowa die Schule, um vier Klassen unterrichten zu können. Auch Kochen kam hinzu. Die Schule existierte nur drei Jahre.
Nach dem Tod ihres Vates erbte Aitowa 1906 ein großes Vermögen. Sie gründete eine neue Mädchenschule, die im August 1909 eröffnet wurde. Im ersten Jahr lernten dort 85 Schülerinnen. In den Jahren 1913  und 1914 gab es 5 Klassen mit 220 Schülerinnen. Nach einigen erfolglosen Versuchen erhielt Aitowa schließlich 1916 die Genehmigung für die Umwandlung der Schule in ein privates Gymnasium. Vorher hatte sie drei Jahre lang mit ihrem Mann Gymnasien in Prag, Wien und Berlin besucht, um die praktische Arbeit dort zu studieren. Für das erste Jahr wurden 230 Schülerinnen angenommen. Ein Pensionat für Mädchen aus unvermögenden Familien und Auswärtige wurde eröffnet. Unterrichtet wurde Religion, Russisch, allgemeine und russische Geschichte, allgemeine Geographie und Geographie Russlands, Mathematik und speziell Algebra, Physik, Naturkunde, Anatomie, Physiologie, Hygiene, Pädagogik, russische und tatarische Kalligrafie, Zeichnen und Handarbeit. Eine Besonderheit der Schule war die Möglichkeit, neben Tatarisch auch Arabisch, Deutsch, Englisch, Französisch oder Persisch zu lernen. Eine der Lehrerinnen war die tatarische Mathematikerin Sara Schakulowa. Mit ihr nahm Aitowa im April 1917 am Allrussischen Muslimischen Frauenkongress in Kasan teil. Zu den Absolventinnen der Schule gehörten Sara Garif kysy Sadyjkowa und Marjam Rachmankulowa.
Nach der Oktoberrevolution wurde Aitowas Gymnasium und ihr übriges Vermögen verstaatlicht. Das Gymnasium wurde eine tatarische Schule 2. Klasse. Während des Bürgerkriegs war Aitowa nach Omsk evakuiert worden. Nach der Niederlage der Weißen Armee in Sibirien lebte Aitowa in Baku. Eine Pension wurde ihr trotz des Antrags der Leitung der Tatarischen Autonomen Sozialistischen Sowjetrepublik nicht gewährt. Schließlich wurde sie von der Familie ihres Sohnes Jakub in Moskau aufgenommen. Als nach Beginn des Deutsch-Sowjetischen Kriegs der Sohn aus Moskau evakuiert wurde, kam die inzwischen schwerkranke und bettlägerige Aitowa zur Frau ihres Sohnes Jussuf Marjam. Alle drei Kinder Aitowas waren Opfer der Stalinschen Repression.
Aitowa starb 1942 in Kasan und wurde auf einem Friedhof nahe der Nowo-Tatarskaja Sloboda begraben.
Das Kasaner Gymnasium Nr. 12 mit tatarischer Unterrichtssprache trägt Aitowas Namen.